# Metro v Singapuru

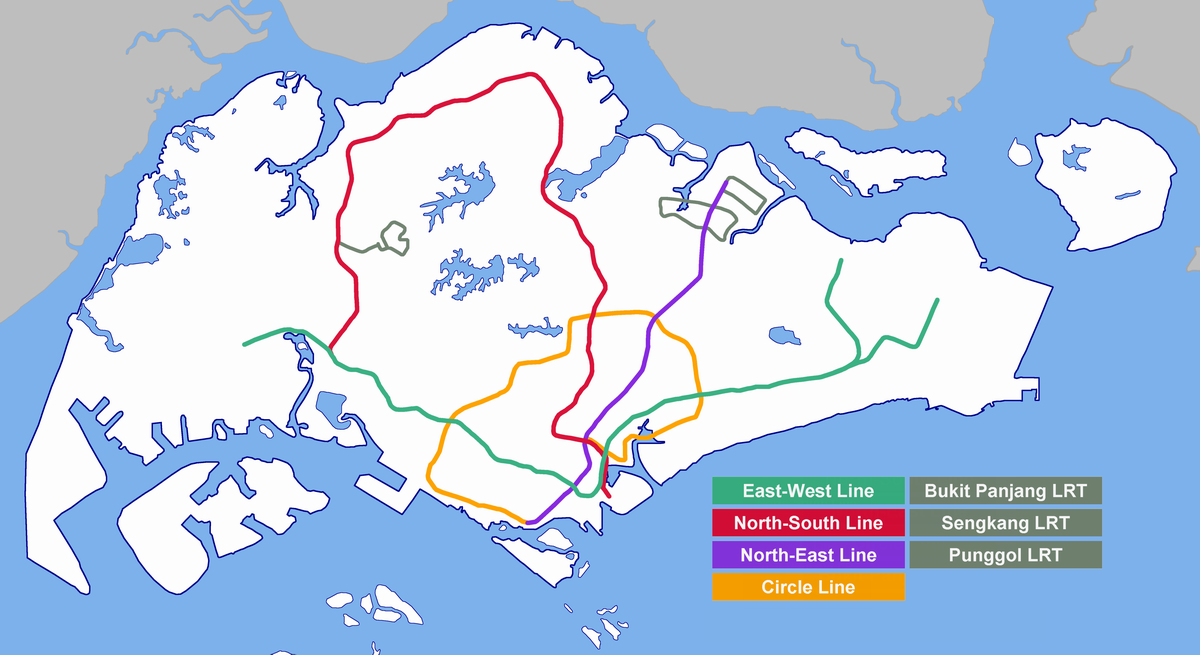
Geografická mapa sítě

Singapurské metro (anglicky Mass Rapid Transit nebo MRT, čínsky 大众 快速 交通 nebo 地铁, malajsky Sistem Pengangkutan Gerak CEPA, tamilsky சிங்கை துரிதக் கடவு ரயில்) je systém podzemní rychlodráhy v Singapuru. První linka byla otevřena v roce 1987, čímž se systém stal druhým nejstarším v jihovýchodní Asii.

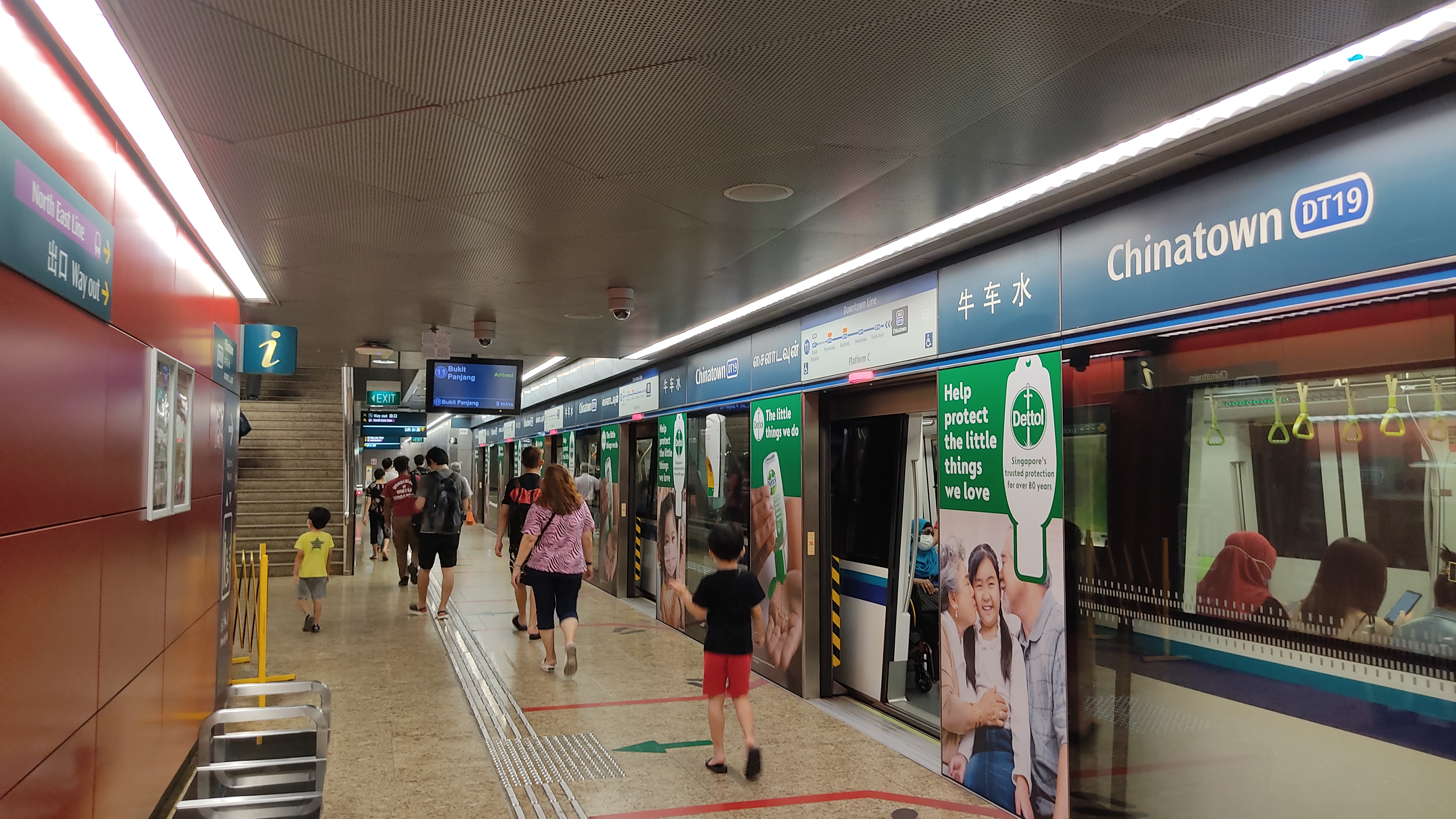
Stanice Chinatown na severovýchodní trase singapurského metra

Síť se rychle rozrůstala, což byl výsledek snahy Singapuru o vybudování rozvinuté železniční sítě jako nosného systému městské hromadné dopravy. V roce 2005 systém přepravil denně 1,338 milionu cestujících. V porovnání s počtem cestujících autobusovou dopravou, což je 2,785 milionu, je to méně, byl to však 76% nárůst ve srovnání s rokem 1995, kdy metro přepravilo 0,76 milionu cestujících, zatímco autobusová doprava poklesla o 8,1 procenta. Očekává se, že tento trend bude pokračovat.
Metro má 64 stanic a délka sítě je 109,4 km se standardním rozchodem. MRT doplňuje síť regionální lehké železnice, anglicky Light Rapid Transit nebo LRT, která se napojuje na stanice metra. Síť funguje od 5.30 do 1.00 denně s intervalem asi 5 minut.